# エリカ・ハーラーチャー
エリカ・リン・ハーラーチャー（Erika Lynn Harlacher、1990年8月29日 - ）は、アメリカ合衆国の声優。

## 来歴
カリフォルニア州に生まれる。幼少期だったころ、キム・ポッシブルのキャストだったクリスティ・カールソン・ロマノのインタビューを見て声優を志した。母からは趣味の一環として始めるように勧められ、『ドラゴンボールZ』や『ポケットモンスター』、英語訳で出版されていた『フルーツバスケット』を読むことに時間を充てていた。高校卒業後は、カリフォルニア工科大学のグラフィックデザイン学科で修士を修めた。

## 人物
- 現在はロサンゼルス市ノース・ハリウッド（英語版）に在住している[5]。
- 妹が一人おり[6]、犬も飼っている[7]。

## 出演作品
太字はメインキャラクター。

### 国内アニメ
- ヴァイオレット・エヴァーガーデン（ヴァイオレット・エヴァーガーデン）
- ぬらりひょんの孫（奴良若菜、鳥居夏実）
- ソードアート・オンライン（サーシャ）
- ラブライブ！（統堂英玲奈）
- 四月は君の嘘（井川絵見）
- 学戦都市アスタリスク（クローディア・エンフィールド）
- ドラゴンボール超（ビーデル）
- 賭ケグルイ（蛇喰夢子）
- LOST SONG（アル）
- グランクレスト戦記（マリーネ・クライシェ）
- Fate/Grand Order -絶対魔獣戦線バビロニア-（レオナルドダヴィンチ）
- マギアレコード 魔法少女まどか☆マギカ外伝（七海やちよ）
- はたらく細胞
- イナズマイレブン アレスの天秤（日和正勝、白兎屋なえ、木野秋、幼いタツヤ）
- 鬼滅の刃（胡蝶しのぶ）
- マギアレコード 魔法少女まどか☆マギカ外伝（七海やちよ）
- ファイアボール（ドロッセル）
- Vivy -Fluorite Eye's Song-（エステラ）
- ペルソナ5（高巻杏）
- 半妖の夜叉姫（日暮萌）

### アニメ映画
- ホッタラケの島 〜遥と魔法の鏡〜
- 君の膵臓をたべたい（山内桜良）
- 二ノ国（緑川美樹）

### ゲーム
- アーシャのアトリエ 〜黄昏の大地の錬金術士〜（アーシャ・アルトゥール）
- ダンガンロンパ 希望の学園と絶望の高校生（霧切響子）
- ニューダンガンロンパV3 みんなのコロシアイ新学期（赤松楓）
- 原神（ウェンティ）
- モンスターハンターライズ（ヨモギ）
- ぷよぷよテトリス2（ローザッテ）